# Palau de la Generalitat

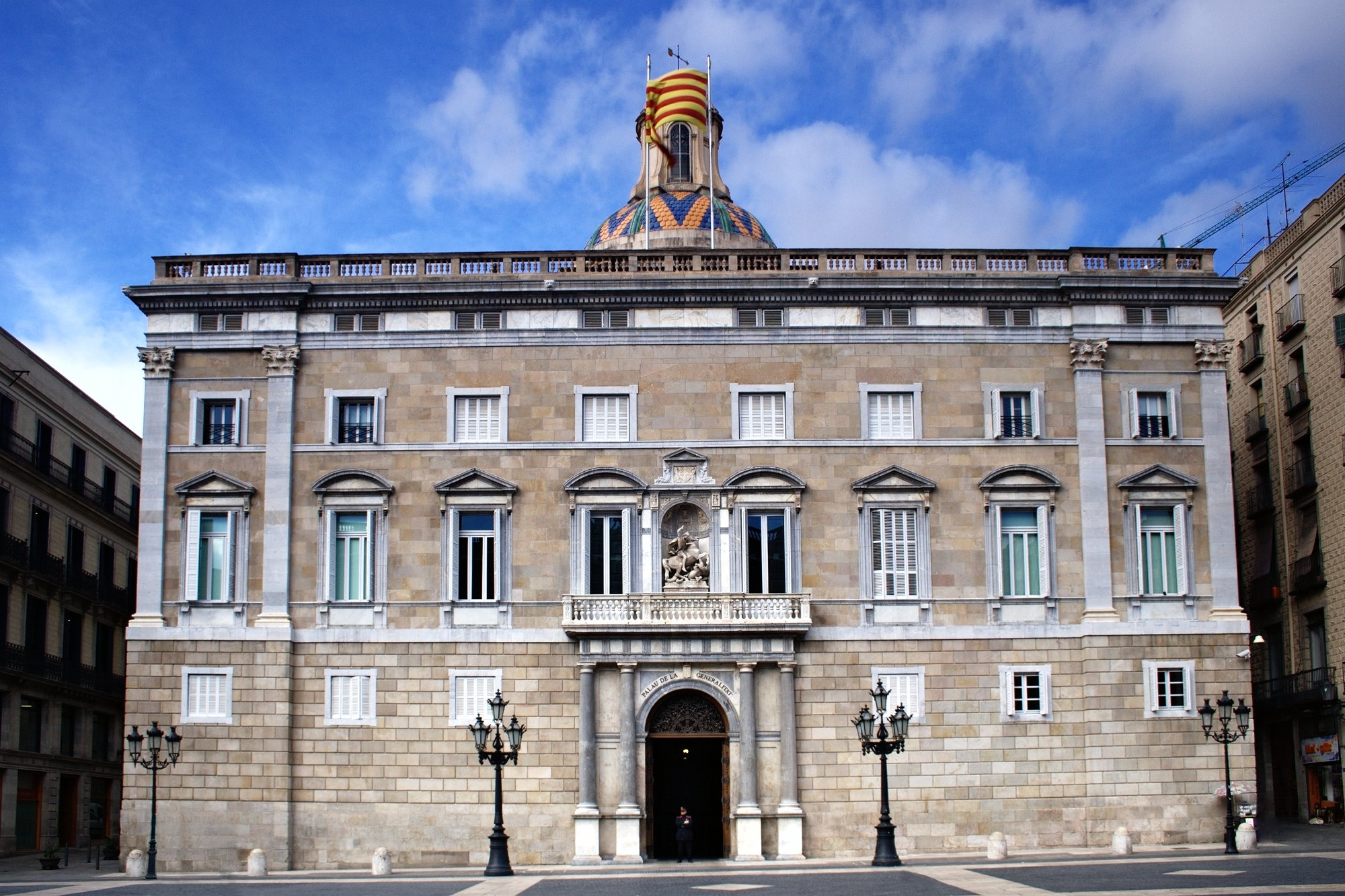
Palau de la Generalitat.

Palau de la Generalitat de Catalunya är huvudsäte för Generalitat de Catalunya, regionstyret i Katalonien. Byggnaden är belägen vid torget Plaça de Sant Jaume i Barcelona.

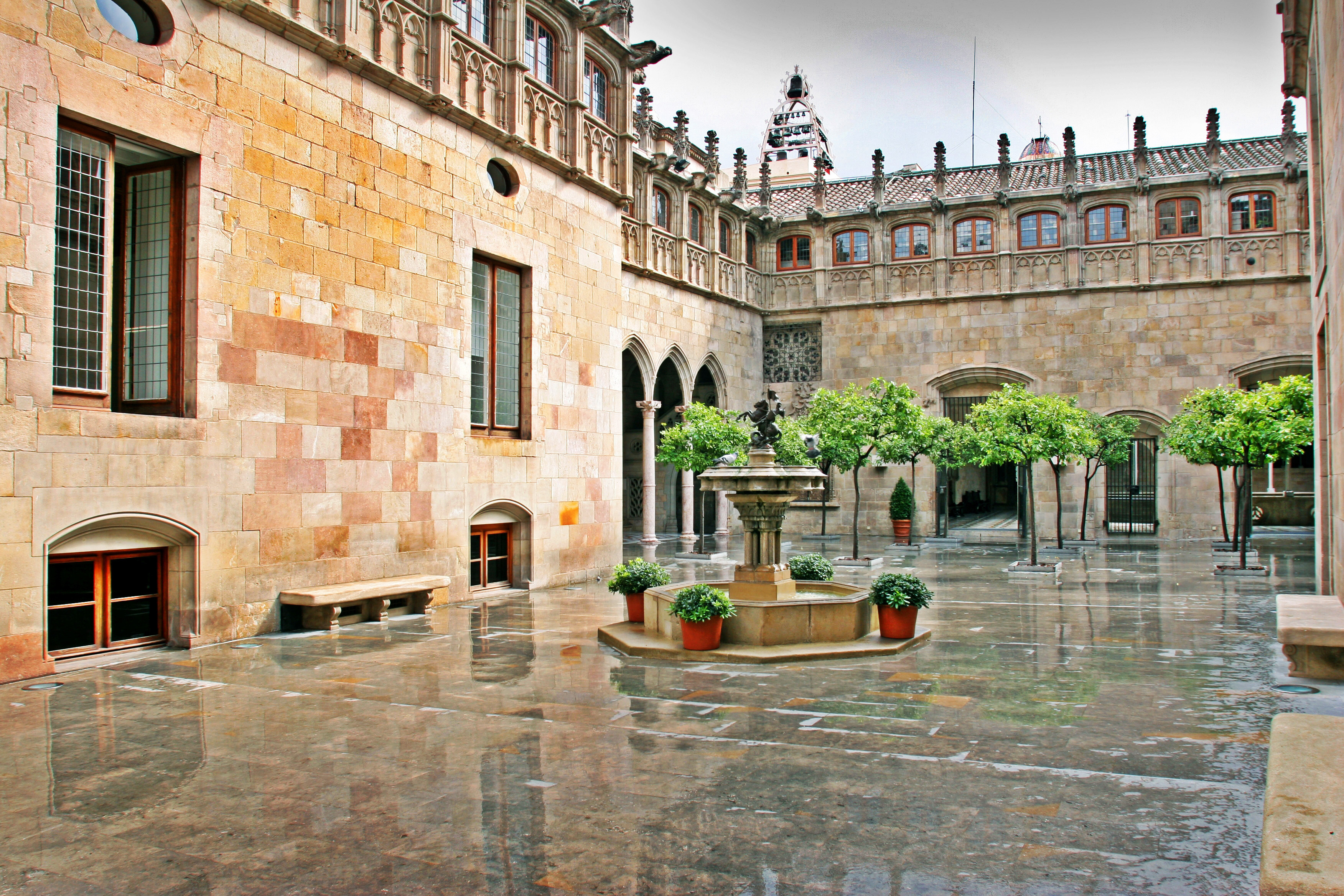
Pati dels Tarongers ('clementingården').

På medeltiden höll Diputació de la Generalitat (parlamentet Corts Catalanes) till i huset, och den samlades där för första gången år 1283. Byggnaden har under seklens lopp förändrats i olika faser. Muren som vetter ut mot Carrer de Sant Honorat är en påminnelse om hur byggnaden ursprungligen tedde sig. 
På den andra sidan av torget ligger Barcelonas stadshus, där staden Barcelonas kommunstyre har sin förvaltning.